# بیکر، مینه‌سوتا
بیکر (به انگلیسی: Baker) یک منطقهٔ مسکونی در ایالات متحده آمریکا است که در شهرستان کلی، مینه‌سوتا واقع شده‌است. بیکر ۵۵ نفر جمعیت دارد و ۲۸۵٫۹۱ متر بالاتر از سطح دریا واقع شده‌است.